# Ricarda Haaser
Ricarda Haaser (Innsbruck, 10 september 1993) is een Oostenrijkse alpineskiester. Ze vertegenwoordigde haar vaderland op de Olympische Winterspelen 2018 in Pyeongchang.

## Carrière
Haaser maakte haar wereldbekerdebuut in november 2013 in Levi. In november 2015 scoorde ze in Aspen haar eerste wereldbekerpunten. In maart 2016 behaalde de Oostenrijkse in Lenzerheide haar eerste toptienklassering in een wereldbekerwedstrijd. Op de wereldkampioenschappen alpineskiën 2017 in Sankt Moritz eindigde Haaser als negende op de alpine combinatie. Tijdens de Olympische Winterspelen van 2018 in Pyeongchang eindigde ze als dertiende op de alpine combinatie en als zeventiende op de reuzenslalom.
In Åre nam de Oostenrijkse deel aan de wereldkampioenschappen alpineskiën 2019. Op dit toernooi eindigde ze als vijftiende op de reuzenslalom.

## Resultaten

### Olympische Winterspelen
| Jaar | Plaats      | Resultaten                             |
| ---- | ----------- | -------------------------------------- |
| 2018 | Pyeongchang | 13e Alpine combinatie 17e Reuzenslalom |

### Wereldkampioenschappen
| Jaar | Plaats       | Resultaten                             |
| ---- | ------------ | -------------------------------------- |
| 2017 | Sankt Moritz | 9e Alpine combinatie                   |
| 2019 | Åre          | DNF Alpine combinatie 15e Reuzenslalom |

### Wereldbeker
Eindklasseringen
| Seizoen   | Algm | AD  | SL  | RS  | SG  | SC  | PAR |
| --------- | ---- | --- | --- | --- | --- | --- | --- |
| 2015/2016 | 80e  | –   | –   | 49e | 46e | 19e |     |
| 2016/2017 | 31e  | 35e | 33e | 27e | 18e | 14e |     |
| 2017/2018 | 31e  | –   | 30e | 14e | 27e | 18e |     |
| 2018/2019 | 24e  | 20e | –   | 10e | 41e | 12e |     |
| 2019/2020 | 64e  | 41e | –   | 30e | 38e | 23e | –   |